# Cases Jacint Ferran
Les cases Jacint Ferran són un conjunt arquitectònic situat als carrers dels Banys Nous i de l'Ave Maria de Barcelona. Com que no està catalogat, li correspon la categoria D (bé d'interès documental) atorgada per defecte a tots els edificis del districte de Ciutat Vella.

## Història
El 1838, l'ebenista Jacint Ferran i Vicens va adquirir en emfiteusi a Francesca de Novell i de Càncer una propietat en estat ruinós als carrers dels Banys Nous i de l'Ave Maria. Tot seguit, va demanar permís per a reedificar-ne una part (Ave Maria, 2) segons el projecte del mestre d'obres Narcís Nuet, i l'any següent en va agnició de bona fe a Pelegrí Masó i Masó. Posteriorment, s'hi va instal·lar el magatzem de mobles de Magí Llobet: «Ave María 2. Ebanistería y sillería de D. Magín Llobet. Gran depósito de muebles de lujo, y de todas clases. Especialidad en sillas de tapicería, de paja, de maderas, y aneas. Construccion de toda clase de muebles de lujo y de ebanisteria. Se sirven pedidos á todos puntos.»

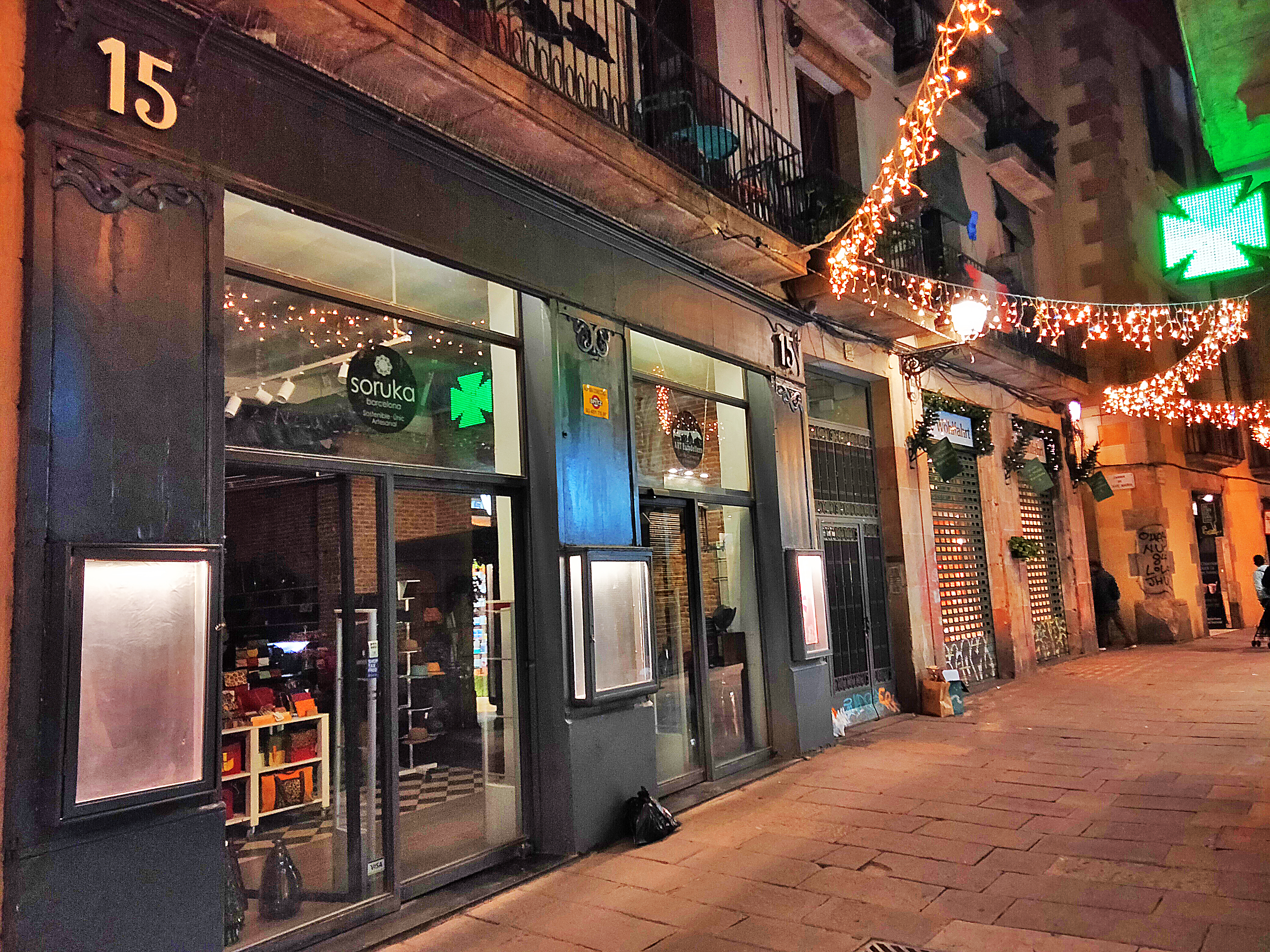
Baixos dels edificis

Aquell mateix any, i per a resoldre un conflicte de servituds amb el seu veí Francesc Maspons i Llongueras (Banys Nous, 13) al voltant d'un celobert, l'hi va establir en emfiteusi, i el 1840 en va fer reedificar la resta (Banys Nous, 15 i Ave Maria, 4) segons el projecte del mestre d'obres Francesc Ubach. El 1858, va vendre la casa a Eulàlia Pi, vídua de Pere Fossas i mare de l'arquitecte Modest Fossas i Pi (1834-1904). El 1911, el seu fill Juli Maria Fossas i Martínez (1868-1945), també arquitecte, va demanar permís per a construir un entresolat a la botiga del carrer de l'Ave Maria, segons el seu propi projecte.
Als baixos s'establí l'ebenisteria d'Antoni Bonastre i Feu, que es va presentar a l'Exposició de Barcelona del 1860. Segons el cronista Orellana, hi treballaven més de 60 operaris, i hi havia les seccions d'ebenisteria, cadireria, tapisseria, talla, torneria, serralleria i màquines. Al tombant del segle hi havia el despatx de Josep Bosch i Germà, fabricants de l'Anís del Mono.

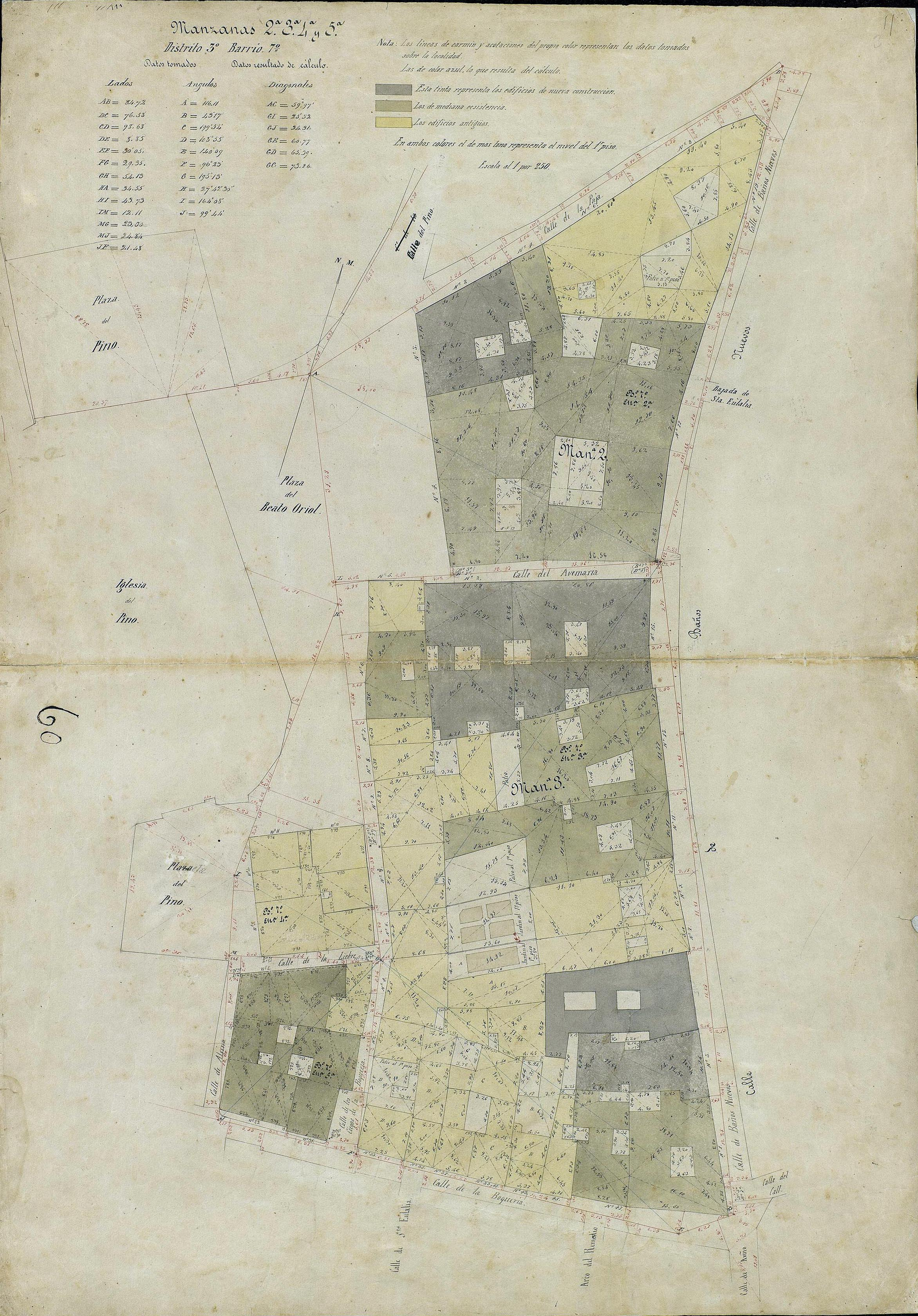
Quarteró núm. 60 de Garriga i Roca (c. 1860)